# Roberto Mamani Mamani
Pour les articles homonymes, voir Mamani (homonymie).
Roberto Mamani Mamani est un artiste bolivien de l'ethnie Aymara, né le 6 décembre 1962 à Cochabamba. Son œuvre est significative par l'utilisation des traditions et symboles des indigènes Aymaras. Il a réalisé des expositions dans le monde entier, notamment à Washington, Tokyo, Munich et Londres. 
Les peintures de Roberto Mamani Mamani, très colorées et au dessin stylisé, puisent dans son héritage aymara, et représentent, entre autres thèmes des images de mères indigènes, de condors, de soleils et de lunes. Le peintre emploie les couleurs fortes, chatoyantes,  que l'on trouve dans les couvertures artisanales traditionnelles, encore largement utilisés par les populations autochtones de l'Altiplano bolivien. L'utilisation de symboles indigènes est particulièrement importante dans le contexte  de l'Amérique du Sud  où les cultures autochtones ont été considérées comme inférieures à la culture européenne. 
En 2008, à l'occasion de l’Année internationale de la pomme de terre, Roberto Mamani Mamani, a peint une série de tableaux pour rendre hommage à la pomme de terre et à sa valeur historique, culturelle et économique. 